# Exarchat patriarcal en Europe occidentale
Ne doit pas être confondu avec Archevêché des églises orthodoxes russes en Europe occidentale.
L'Exarchat patriarcal en Europe occidentale (en russe : Патриарший экзархат в Западной Европе) est une juridiction affiliée à l'Église orthodoxe russe et fondée le 28 décembre 2018. Son titulaire actuel est Métropolite Nestor (Sirotenko).

## Structure
Depuis le 26 février 2019, composé de 6 dioceses:
- Diocèse orthodoxe russe de Chersonèse (Liechtenstein, Monaco, France, Suisse), avec à sa tête l'exarque patriarcal[2],[3]
- Diocèse orthodoxe russe de Bruxelles (Belgique, Luxembourg)
- Diocèse orthodoxe russe de la Hague (Les Pays-Bas)
- Diocèse orthodoxe russe d'Espagne et Portugal (Andorre, Espagne, Gibraltar, Portugal)
- Diocèse orthodoxe russe de Sourozh (Royaume-Uni, Irlande)
- Paroisses orthodoxes russes en Italie (Italie, Malte, Saint-Marin)